# بادكي (تشايبارة)
بادكي (بالفارسية: بادکی) هي قرية تقع في قسم بسطام الريفي (مقاطعة تشايبارة) في إيران. يقدر عدد سكانها بـ 827 نسمة بحسب إحصاء 2016.